# Lenguaje publicitario
                                                      El lenguaje publicitario es un tipo de comunicación persuasiva, que engloba el conjunto de técnicas utilizadas en el ámbito de la publicidad, para vender productos o servicios y llevar a cabo acciones publicitarias o comerciales. También se utiliza en campañas políticas, para informar sobre los candidatos que se postulan a algún cargo, o de manera preventiva, para informar sobre medicamentos, campañas relacionadas con la salud, o temas ambientales.
Existen cinco ámbitos para desarrollar en la comunicación persuasiva, estos son:
- Social
- Económica
- Preventiva
- Política
- Comercial

## Publicidad
La publicidad es una comunicación persuasiva que tiene como objetivo incitar a la compra de cierto producto o servicio. Para lograr esto, se utilizan diversos medios y estrategias. Entre los medios más utilizados, podemos encontrar los siguientes: 
- Televisión: Sistema que transmite y recibe imágenes y sonido
- Radio: Se basa en el envío de señales por ondas de radio
- Internet: Conjunto de redes que contiene audio, imágenes, vídeos, etc.
- Vía pública
- Prensa: Publicaciones impresas que pueden ser diarias, semanales, mensuales y anuales.>
- Revistas
- Teléfonos móviles

La finalidad del lenguaje publicitario es atraer subjetivamente al público mediante frases que aparentemente son objetivas. Un ejemplo de este lenguaje se da en textos persuasivos o de propaganda que pretenden convencer al destinatario de algo e influir en su comportamiento. Lo que buscan es el modo de llegar a los sentimientos del público atrayendo su atención, y por lo tanto se basan en la persuasión.

## Comunicación Preventiva
La comunicación preventiva es toda aquella que va dirigida a persuadir para tomar alguna precaución o cuidado con el fin de prevenir un daño. Por ejemplo:
- Campañas de carácter social sobre seguridad vial.
- Comunicación sobre campañas de vacunación.
- Prevención de riesgos ambientales.

## Comunicación Política /  Propaganda Política
Una campaña política o campaña electoral es un esfuerzo organizado llevado a cabo para influir en la decisión de un proceso en un grupo. En las democracias, las campañas a menudo se refieren a las campañas electorales, donde representantes son escogidos o se decide un referéndum. Una campaña política también incluye esfuerzos para alterar la política o ideología de cualquier institución.

## La imagen
Es la que nos muestra lo que se trata de vender o promocionar. Los publicistas quieren que el receptor del anuncio publicitario se enfoque en el producto y en la información que contenga el anuncio. Para eso se pueden usar colores que contrasten entre letras, fondo y la imagen. Al producto también se le pueden poner imágenes, las cuales le den un significado que le guste ver al consumidor. Por ejemplo, es mejor ver un vino siendo tomado por personas bien vestidas de alto estatus social, que un vino en una mesa. Esta  debe de contener diferentes factores como una buena composición, colores corporativos, pesos tipográficos para resaltar lo que manifiestas

## Formas de Hacer Publicidad
Presentación / Promoción
Es normalmente utilizada cuando se introduce un producto al mercado y necesita darse a conocer. En este tipo de publicidad la imagen del producto o servicio que se quiere lograr vender aparece continuamente en el anuncio, y se le describe positivamente.
Calificativa
En esta publicidad aparece un objeto o elemento que le da sus ventajas al producto que se quiere vender.
Pueden ser tanto fotografías como murales, pinturas o videos

## La Frase
La frase en el anuncio publicitario va dirigida al receptor que lo está leyendo, oyendo o viendo. En algunos casos se usan términos en imperativo las que le indican ruego, orden o mandato al receptor, tales como ¡Descubra!, ¡Compre!, ¡Esté pendiente!, o, ¡Compre a bajos precios!

## Marca
La marca es lo que hace posible diferenciar productos de un mismo género. Cuando se saca un producto al mercado se le dota de grandes ventas y beneficios, explotados por los anuncios publicitarios, y lógicamente de un nombre propio para ser diferenciado en el mercado. A este nombre se le denomina marca. Esta marca tiene como objetivo que se anuncie a un producto en específico y no a todo su género o competencia.
La marca, según se vende y según su calidad, adquiere prestigio; lo que hace querer comprar una marca sobre otra. La marca produce categorías sociales, porque no es lo mismo conducir un automóvil que valga 3000 dólares a otro de 30.000 dólares. También es común que se utilicen nombres geográficos para dar prestigio a los artículos. Por ejemplo, una marca como Habana Club que vende puros, utiliza la palabra Habana porque La Habana, Cuba, tiene la fama de fabricar los mejores puros del mundo.

### Lexicalización de una Marca / Cuando la marca se vuelve un genérico
La lexicalización de una marca consiste en utilizar el nombre de una marca famosa para denominar todos los productos de ese género.
Ejemplos:
- Kleenex: Pañuelos desechables.
- Gillette: Máquina de afeitar desechable. (En algunos países se les llama "Prestobarba", cometiendo un error: Prestobarba, es una marca que pertenece a la Gillette.)
- Sipo: Encendedor.
- Coach: Cinta adhesiva.
- Bimbo: Para referirse genéricamente al Pan de molde.
- Pantis o Panti es: Lencería femenina.
- Velcro: Adhesivo textil. (Conocido en algunos países como "Cierre Mágico")
- "Coca"  "Coca" (en Texas): Bebida refrescante
- Cotes: Toallas sanitarias femeninas (en Venezuela se les dice Modess, puesto que este era el nombre de la primera marca de este tipo de producto que salió a la venta en el país. Dicha marca aún existe.)

## Discurso y Relato
En el discurso el presentador habla con el receptor frontalmente, refiriéndose hacia el receptor como segunda persona.
En el relato el presentador se vuelve en actor y ya no habla directamente con el receptor: hay una historia en el anuncio.
Cuña radiofónica
Es un medio importante por la gran cantidad de oyentes, entre los cuales figuran amas de casas y jóvenes, sobre todo en estaciones musicales.
Artes para prensa y revista
Son medios muy vistos por personas de todas las edades, dependiendo de la clase de revistas y periódicos. Por estos medios la publicidad puede ser muy detallada porque no existe el concepto de tiempo, sólo el de espacio.
Publicidad para exterior
Esta se encuentra en letreros, vallas luminosas, transporte público... Debe ser directa e impactante. Estas vallas se ven en estadios y carreteras, por ejemplo.
Publicidad en Internet
Está en Internet cuando el usuario mantiene un contacto con una página web, donde observa los diferentes tipos de anuncios interactivos: de texto, imagen (fotografía digital), banners, audio, botones y animación.

## Social
La publicidad trata de que el anuncio publicitario no sea dirigido a un pequeño grupo social. Por eso usa diferentes prototipos sociales en su publicidad, tales como:
- Los amos de casa: Se les dirige parte de la publicidad porque necesitan una gran cantidad de artículos del mercado. Por ejemplo: comidas, jabones, detergentes, utensilios de limpieza, etc.
- La triunfadora: Suele ser una mujer joven muy activa, que tiende a vestir ropa muy cara. Estos anuncios son, normalmente, de productos caros.
- La deportista: El deportista aparece en anuncios de artículos deportivos o bebidas refrescantes. Hay dos tipos de anuncios con deportistas.

1. En el que se asocian dos éxitos (el de la deportista y el del producto). Se refiere a que los deportistas con éxito usan o consumen diverso producto.
2. La deportista depende del producto para tener éxito.

- Las niñas: Los niñas usadas en anuncios suelen ser guapas y simpáticas. Generalmente anuncian productos de juguetería.

## Servicios Pico
Las mismas técnicas de para educar sobre temas como el sida, la tala de árboles, el consumo de gasolina, el calentamiento global... No se trata de publicitar un producto, sino un mensaje que ayude a la comunidad.
- Datos: Q5972788